# Pojedynek (poemat)
Pojedynek. Poema komiczne w czterech pieśniach – utwór Ferdynanda Chotomskiego, opublikowany w 1818 w czasopiśmie Tygodnik Polski i Zagraniczny. Pod względem gatunkowym jest on poematem heroikomicznym. Został napisany sekstyną, czyli strofą sześciowersową rymowaną ababcc.